# Juha Karvinen
Juha Karvinen (Kuopio, 26 september 1966) is een voormalig profvoetballer uit Finland, die speelde als aanvaller gedurende zijn carrière. Hij beëindigde zijn actieve loopbaan in 2002 bij de Finse club FC Honka uit Espoo.

## Interlandcarrière
Karvinen kwam in totaal acht keer (twee doelpunten) uit voor de nationale ploeg van Finland in de periode 1988–1996. Onder leiding van bondscoach Jukka Vakkila maakte hij zijn debuut op 3 november 1988 in de vriendschappelijke uitwedstrijd tegen Koeweit (0-0) in Koeweit-Stad, net als Jyrki Huhtamäki en Ari Tegelberg. Hij moest in dat duel na 68 plaatsmaken voor Erkki Valla.
| Interlands van Juha Karvinen voor Finland | Interlands van Juha Karvinen voor Finland | Interlands van Juha Karvinen voor Finland | Interlands van Juha Karvinen voor Finland | Interlands van Juha Karvinen voor Finland | Interlands van Juha Karvinen voor Finland |
| №                                         | Datum                                     | Wedstrijd                                 | Uitslag                                   | Competitie                                | Goals                                     |
| Als speler van KuPS Kuopio                | Als speler van KuPS Kuopio                | Als speler van KuPS Kuopio                | Als speler van KuPS Kuopio                | Als speler van KuPS Kuopio                | Als speler van KuPS Kuopio                |
| ----------------------------------------- | ----------------------------------------- | ----------------------------------------- | ----------------------------------------- | ----------------------------------------- | ----------------------------------------- |
| 1                                         | 3 november 1988                           | Koeweit – Finland                         | 0 – 0                                     | Vriendschappelijk                         | 0                                         |
| 2                                         | 6 november 1988                           | Koeweit – Finland                         | 0 – 0                                     | Vriendschappelijk                         | 0                                         |
| Als speler van MP Mikkeli                 |                                           |                                           |                                           |                                           |                                           |
| 3                                         | 12 februari 1992                          | Turkije – Finland                         | 1 – 1                                     | Vriendschappelijk                         | 75'                                       |
| 4                                         | 20 januari 1993                           | India – Finland                           | 0 – 0                                     | Nehru Cup                                 | 0                                         |
| 5                                         | 22 januari 1993                           | Kameroen – Finland                        | 0 – 0                                     | Nehru Cup                                 | 0                                         |
| 6                                         | 26 januari 1993                           | India – Finland                           | 0 – 2                                     | Nehru Cup                                 | 0                                         |
| 7                                         | 31 januari 1993                           | Noord-Korea – Finland                     | 3 – 2                                     | Nehru Cup                                 | 52'                                       |
| Als speler van VPS Vaasa                  |                                           |                                           |                                           |                                           |                                           |
| 8                                         | 30 oktober 1996                           | Finland – Estland                         | 2 – 2                                     | Vriendschappelijk                         | 0                                         |